# Milnesium swolenskyi
Milnesium swolenskyi (лат.) — вид вымерших тихоходок из семейства Milnesiidae отряда Apochela, известный по инклюзу нью-джерсийского янтаря, датированного туронским веком мелового периода.
Вид описан в 2000 году по голотипу AMNH NJ-796 — остатку тела животного, заключённого в янтарь. Возраст исследуемого янтаря составляет 93,9—89,8 миллионов лет.
По состоянию на 2021 год, виды Milnesium swolenskyi, Paradoryphoribius chronocaribbeus, Beorn leggi являются единственными ископаемыми видами тихоходок. 